# الکساندر مشنین
الکساندر مشنین (اوکراینی: Олександр Валерійович Машнін؛ زادهٔ ۲۰ مارس ۱۹۹۰) بازیکن فوتبال اهل اوکراین است.
از باشگاه‌هایی که در آن بازی کرده‌است می‌توان به باشگاه فوتبال چورنومورتس اودسا اشاره کرد.